# Basilius der Selige

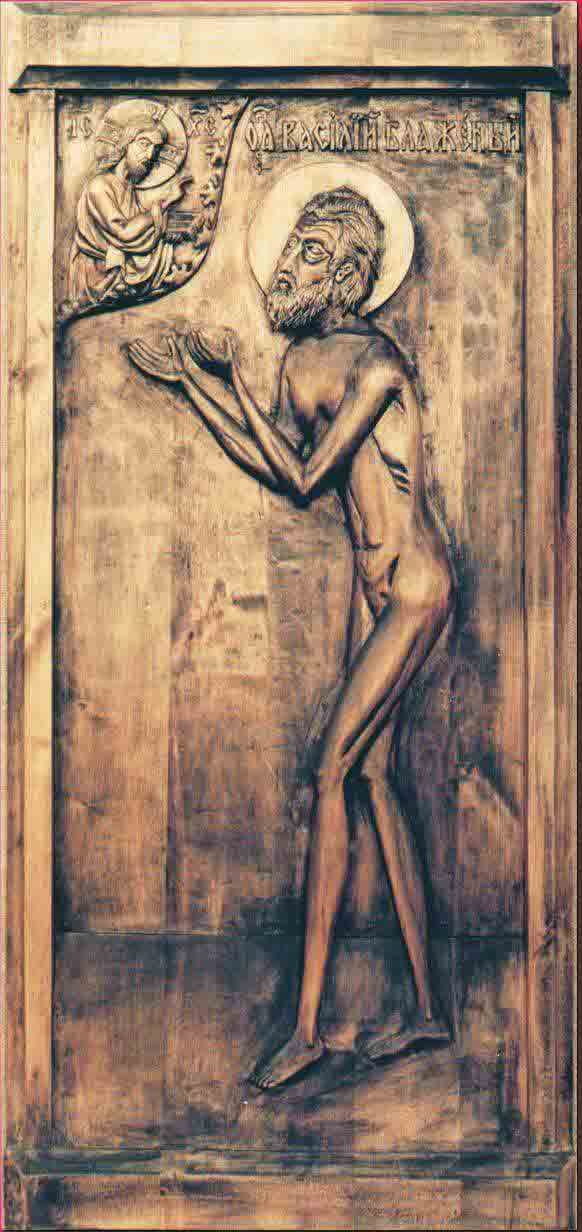
Basilius der Selige (Basrelief)

Basilius der Selige (russisch Василий Блаженный; * im Dezember 1468 in Jelochowo bei Moskau; † 1552 oder 1557; auch: Narr Vasilij, Wassili) ist ein russischer Heiliger (Fest: 2. August).
Ikonen mit der Abbildung des Heiligen Basilius sind in Russland weit verbreitet, besonders in Moskau, wo ihm zu Ehren die Basilius-Kathedrale auf dem Roten Platz geweiht wurde.
Basilius zählt zu der Gruppe der Asketen, die als „Narr in Christo“ bezeichnet werden. Im Westen wurden diese Narren, die vorgaben, den Verstand verloren zu haben, von der Kirche abgelehnt. In Russland dagegen, wie auch in Byzanz, genossen sie Ansehen wegen ihrer Handlungen, mit denen sie Missstände in Kirche und Gesellschaft anprangerten.
Auf den Ikonen wird Basilius oft alleine dargestellt, wie er sich im Gebet an Gott wendet. Manchmal wird er auch einem anderen Heiligen gegenübergestellt.